# Isabella Gutiérrez Alfaro
Isabella Gutiérrez Alfaro (* 9. März 2004 in Guadalajara, Jalisco), auch bekannt unter dem Spitznamen Bella, ist eine mexikanische Fußballspielerin, die vorwiegend im Mittelfeld zum Einsatz kommt.

## Leben
Gutiérrez Alfaro spielte zunächst in den Schülermannschaften des Colegio Alemán und des Instituto de Ciencias, bevor sie sich 2017 Chivas Femenil Gigantera anschloss. 
Anfang 2020 erhielt sie einen Vertrag bei der ersten Mannschaft Chivas Femenil, mit der sie in der Clausura 2022 die mexikanische Frauenfußballmeisterschaft gewann.
Unmittelbar nach diesem Erfolg verließ sie Chivas Femenil und schloss sich im Rahmen ihres gleichzeitig aufgenommenen Studiums der Universitätsmannschaft der East Carolina University an.